# Selección femenina de sóftbol de México
La Selección femenina de sóftbol de México es la selección oficial que representa a México en los eventos internacionales de sóftbol femenino.

## Campeonatos

### Campeonato Mundial
| 1965 | Melbourne     | No participó | No participó | No participó |
| 1970 | Osaka         | Participó    | Participó    | Participó    |
| 1974 | Stratford     | Participó    | Participó    | Participó    |
| 1978 | San Salvador  | No participó | No participó | No participó |
| 1982 | Taipéi        | No participó | No participó | No participó |
| 1986 | Auckland      | No participó | No participó | No participó |
| 1990 | Normal        | 15.º         | 2            | 9            |
| 1994 | St. John's    | No participó | No participó | No participó |
| 1998 | Fujinomiya    | No participó | No participó | No participó |
| 2002 | Saskatoon     | No participó | No participó | No participó |
| 2006 | Beijing       | No participó | No participó | No participó |
| 2010 | Caracas       | No participó | No participó | No participó |
| 2012 | Whitehorse    | 16.º         | 0            | 7            |
| 2014 | Haarlem       | No clasificó | No clasificó | No clasificó |
| 2016 | Surrey        | 5.º          | 9            | 2            |
| 2018 | Chiba         | Clasificado  | Clasificado  | Clasificado  |
| 2020 | Por definirse |              |              |              |

### Campeonato Panamericano
| 1982 | Ciudad Obregon      | Participó               |
| 1986 | Lima                | Sin información oficial |
| 1994 | Ciudad de Guatemala | Sin información oficial |
| 1997 | Medellín            | Sin información oficial |
| 2001 | Maracay             | 11.º lugar              |
| 2005 | Ciudad de Guatemala | 11.º lugar              |
| 2009 | Maracay             | 11.º lugar              |
| 2013 | Guaynabo            | 7.º lugar               |
| 2017 | Santo Domingo       | 2do lugar               |
| 2021 | Por definirse       |                         |

Datos:

## Campeonatos juveniles

### Campeonato Mundial Sub-19
| 1981 | Edmonton      | Participó    |
| 1985 | Fargo         | Participó    |
| 1987 | Oklahoma City | Participó    |
| 1991 | Adelaida      | No participó |
| 1995 | Normal        | No participó |
| 1999 | Taipéi        | No participó |
| 2003 | Nankín        | No participó |
| 2007 | Enschede      | No participó |
| 2011 | Cape Town     | No participó |
| 2013 | Brampton      | 6.º lugar    |
| 2015 | Oklahoma City | 12.º lugar   |
| 2017 | Clearwater    | 9.º lugar    |
| 2019 | Por definirse |              |

## Juegos multideportivos

### Juegos Olímpicos
El sóftbol comenzó a disputarse en la XXVI edición de los Juegos Olímpicos, realizados en el año 1996, solamente en la rama femenina, pues el COI considera al béisbol y al sóftbol como un mismo deporte. En las ediciones XXX (año 2012) y XXXI (año 2016), no se disputó. 
| 1996 | XXVI   | Atlanta        | No clasificó   |
| 2000 | XXVII  | Sídney         | No clasificó   |
| 2004 | XXVIII | Atenas         | No clasificó   |
| 2008 | XXIX   | Pekín          | No clasificó   |
| 2012 | XXX    | Londres        | No hubo torneo |
| 2016 | XXXI   | Río de Janeiro | No hubo torneo |
| 2020 | XXIII  | Tokio          | 4° lugar       |
| 2024 | XXIV   | París          | Por definirse  |

### Juegos Panamericanos
El sóftbol comenzó a disputarse en la VIII edición de los Juegos Panamericanos, realizados en el año 1979. 
| 1979 | VIII  | San Juan       | No participó |
| 1983 | IX    | Caracas        | No participó |
| 1987 | X     | Indianápolis   | No participó |
| 1991 | XI    | La Habana      | No participó |
| 1995 | XII   | Mar del Plata  | No participó |
| 1999 | XIII  | Winnipeg       | No participó |
| 2003 | XIV   | Santo Domingo  | No participó |
| 2007 | XV    | Río de Janeiro | No clasificó |
| 2011 | XVI   | Guadalajara    | 6° lugar     |
| 2015 | XVII  | Toronto        | No clasificó |
| 2019 | XVIII | Lima           | Clasificado  |
| 2023 | XIX   | Por definirse  |              |

### Juegos Centroamericanos y del Caribe
El sóftbol comenzó a disputarse en la edición V de los Juegos Centroamericanos y del Caribe.
| 1946 | V     | Ciudad de Guatemala        | Sin información |
| 1950 | VI    | Ciudad de México           | No hubo torneo  |
| 1954 | VII   | Santo Domingo              | No hubo torneo  |
| 1959 | VIII  | Caracas                    | No hubo torneo  |
| 1962 | IX    | Kingston                   | No hubo torneo  |
| 1966 | X     | San Juan                   | No hubo torneo  |
| 1970 | XI    | Ciudad de Panamá           | No hubo torneo  |
| 1974 | XII   | Santo Domingo              | Sin información |
| 1978 | XIII  | Medellín                   | Sin información |
| 1982 | XIV   | La Habana                  | Sin información |
| 1986 | XV    | Santiago de los Caballeros | Sin información |
| 1990 | XVI   | La Habana                  | 3º lugar        |
| 1993 | XVII  | Ponce                      | Sin información |
| 1998 | XVIII | Maracaibo                  | 5.º lugar       |
| 2002 | XIX   | San Salvador               | No participó    |
| 2006 | XX    | Cartagena                  | No participó    |
| 2010 | XXI   | Mayagüez                   | 5.º lugar       |
| 2014 | XXII  | Veracruz                   | 4.º lugar       |
| 2018 | XXIII | Barranquilla               | Clasificado     |
| 2022 | XXIV  | Ciudad de Panamá           | Por disputarse  |